# Prohászka Lajos
Prohászka Lajos György (németül: Ludwig Georg Prochaska), (Brassó, 1897. március 2. – Budapest, 1963. június 16.) pedagógus, kultúrfilozófus, a 20. századi magyar neveléstudomány egyik kiemelkedő egyénisége, egyetemi tanár, a Magyar Tudományos Akadémia levelező tagja. Nem rokona Prohászka Ottokár székesfehérvári püspöknek.
| Prohászka Lajos                           | Prohászka Lajos                           |
| Kattints az alábbi külső linkek egyikére! | Kattints az alábbi külső linkek egyikére! |
| ----------------------------------------- | ----------------------------------------- |
| Nem található szabad kép.(?)              |                                           |
| külső link · jogvédett                    | Prohászka Lajos arcképe                   |

## Életpályája

### Gyerekkora
Édesapja, Prohaska Lajos (Vidombák, 1863/1864(?) – Sósmező, Háromszék vármegye, 1896) fia születése előtt meghalt. Édesanyja, Scholz Róza (Temesvár, 1871 – Budapest, 1940) egyedül nevelte fiát. Prohászka az elemi iskolát Aradon (városi Weitzer János utcai elemi fiúiskola) kezdte, majd Budapestre költözésük után előbb az I. kerületi Iskola téri népiskola, majd a Királyi Katholikus Egyetemi Főgimnázium tanulója volt, itt érettségizett (1907–1915). Gyermek-, ifjú- és fiatal férfikoráig a nyarakat anyai rokonainál, leginkább a Brassó megyei Veresmarton töltötte. Élete végéig kötődött Erdélyhez, az erdélyiekhez.

### Egyetemi évei
1915. szeptember 21.-én iratkozott be a budapesti Magyar Királyi Tudományegyetem görög–latin–filozófia szakára, s itt tanult 1919-ig. Tanárai közt volt Alexander Bernát, Pauler Ákos és Fináczy Ernő. Klasszikus–humanisztikus műveltsége, nyelvtudása több tudományterületen is sikeres munkálkodásra predesztinálták. Érdeklődése a pedagógiatudomány irányában erősödött meg. A Fináczy Ernő vezette Pedagógiai Intézetben fizetés nélküli tanársegéd volt 1917 és 1923 között. Doktori védésének témáját is a neveléstudomány tárgyköréből választotta (A pedagógiai naturalizmus).

### Könyvtárosi munkája
1922. szeptembertől az Országos Magyar Gyűjteményegyetem Könyvtárában dolgozott, de folyamatosan foglalkozott a filozófia és a pedagógia kérdéseivel. Az Egyetemi Könyvtárba került és különböző beosztásokban annak alkalmazottja volt (1928–1937), tudományos igényességgel foglalkozott a könyvtárosi munka gyakorlati kérdéseivel is. A második világháború időszakában – Hajnal István dékán felkérésére – gondoskodott a Bölcsészkar könyvtárának megóvásáról (1944. november – 1945. január 16.).

### Külföldi tanulmányai
A berlini Collegium Hungaricum hallgatója volt (1924, 1927), Németországban (München – 1926, Georg Kerschensteiner; Freiburg im Breisgau – 1928, Johnas Cohn, Edmund Husserl), Franciaországban és Angliában tanulmányutat tett. Első berlini tartózkodása idején megismerkedett Eduard Sprangerrel, akinek kultúrfilozófiai elmélete alapvetően befolyásolta filozófiai, pedagógiai gondolkodását. Élete végéig kapcsolatot tartott, levelezett Sprangerrel.

### Társasági munkájából
A Magyar Paedagogiai Társaság rendes tagja (1927. március 19. – 1950), elnöke (1940. május 25. – 1949. április 2.); a Magyar Filozófiai Társaság tagja (1927. április 30. – 1945), másodtitkára, titkára (1929–1939), és a társaság folyóiratának, az Athenaeumnak főszerkesztője (1931–1940) volt.

### Oktatói tevékenysége
Egyetemi oktatói munkáját Pécsett kezdte, a pécsi Magyar Királyi Erzsébet Tudományegyetem Bölcsészet, Nyelv-, és Történettudományi Karán elméleti pedagógiából habilitált, és az egyetem magántanára lett (1929). A budapesti Magyar Királyi Pázmány Péter Tudományegyetemen ugyancsak pedagógiából habilitált, az egyetem magántanára (1930), a neveléstudomány nyilvános rendkívüli egyetemi magántanára (1935), a pedagógia egyetemi nyilvános rendes tanára (1937) lett. Kultúrfilozófiai, pedagógiai tartalmú szemináriumokat, előadásokat tartott. Rendszeresen látogatta az egyetem gyakorló középiskoláját; tanított a VII. kerületi Szent István Reálgimnáziumban (1931–1932). A Magyar Királyi Képzőművészeti Főiskola megbízott előadója filozófiából és pedagógiából (1934–1940). Az Országos Közoktatási Tanács (1936–1945) majd az Országos Köznevelési Tanács (1945–1948); a Pázmány Péter Tudományegyetem mellett működő Állami Középiskolai Tanárvizsgáló Bizottság tagja, az Egyetemi Élet folyóirat szerkesztője (1938–1943) volt. Kétségeit fogalmazta meg az iskolarendszer átalakítása miatt (1946. május 18.), az iskolák államosítása ellen szólt (1947. október 18.). A Budapesti Tudományegyetem Bölcsészettudományi Kar tanácsülésén 1949. december 12.-én jelentették be, hogy Ortutay Gyula vallás- és közoktatásügyi miniszter a tanári szolgálat alól felmentette, és rendelkezési állományba helyezte. Az Eötvös Loránd Tudományegyetem Pedagógiai és Pszichológiai Kar Neveléstudományi Intézetében Prohászka Lajos Termet avattak (2008. november 21., 305-ös terem).

### Tudományos tevékenysége
Három területen jelentkezett: filozófia (kultúrfilozófia), neveléstudomány (kultúrpedagógia) és könyvtártudomány. A pedagógiaoktatás feladataival és a pedagógiai közéletben növekvő szerepvállalásával együtt alkotó tevékenységében egyre inkább a neveléstudomány lett a meghatározó. A tudományos kérdések elméleti filozófiai megközelítése jellemezte tudományos munkásságát. Legtöbb publikációja az Athenaeum (1924–1943) és a Magyar Paedagogia (1923–1944/1946) folyóiratokban jelent meg. A Minerva (folyóirat) közölte A vándor és a bujdosó című nemzetkarakterológiai esszéjét (1932–1936). Bekapcsolódott a Pedagógiai lexikon szerkesztésébe (1933, 1936). Megjelent Az oktatás elmélete című munkája (1937). A Magyar Tudományos Akadémia levelező tagjává választották (1939). Megjelent és terjeszteni kezdték A mai élet erkölcse című művét (1945). Az MTA II. osztály osztálytanácsosa és az Akadémia igazgatótanácsának tagja (1946) volt. Az Akadémia átszervezésekor több más akadémikustársával együtt 1949. november 29.-én tanácskozó taggá minősítették vissza az Akadémián. Az akadémiai Tudományos Minősítő Bizottság tudományos fokozatra méltatlannak tartotta (1952). Lukács György (1885–1971) még 1956 őszén is szélsőjobboldalinak minősítette Prohászka Lajos munkásságát.(1956. október 14.)  Az 1956. október 2–6. között megrendezett Balatonfüredi Pedagógus Konferencia utólagos meghívottjai közt volt, de nem vett részt azon. Az MTA Pedagógiai Bizottságának tagja volt (1957; 1958). Az MTA 1989. évi közgyűlése posztumusz visszaállította akadémiai levelező tagságát.

### Utolsó évei

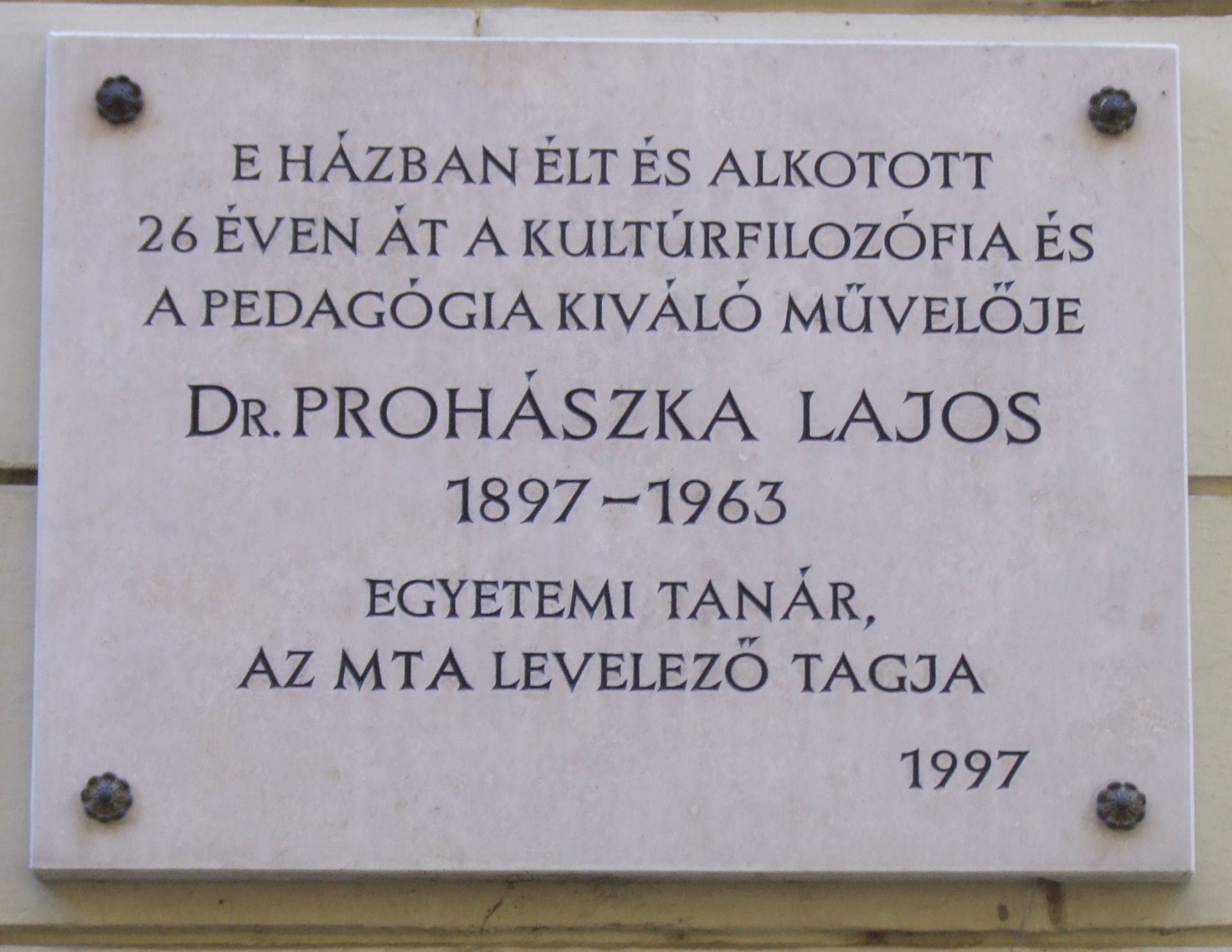
Emléktáblája egykori lakóháza falán.

Súlyos betegségéből lassan gyógyult (1951–1952). Nyugdíjától megfosztották. A Magyar Nemzeti Levéltár (Nádori Levéltár) iratainak cédulázását végezte (1953 nyara–1956 október). Balesete után kórházba került (1956. október 25. – 1957. január eleje). Szerény nyugdíja mellett ismét dolgozott a Magyar Nemzeti Levéltárban (1957 nyara–1961). Fordítást, szerkesztést végzett.
Sírja a budapesti Farkasréti temetőben található (43/2 parcella 1–163). – Síremlékét Turáni Kovács Imre készítette.

## Írásai

### Könyvei
- A pedagógiai naturalizmus– Doktori értekezés, Budapest, 1920. 84 p.– Kéziratból szerkesztve közli: Orosz Gábor és Pénzes Dávid – Budapest, 2016. – Hozzáférés: 2016. április 6.
- Vallás és kultúra: Leopold Ziegler filozófiája. – Minerva könyvtár 13 – Pécs: Dunántúl Nyomda (1928)

Vallás és kultúra: Leopold Ziegler filozófiája ‒ in. Prohászka Lajos: Történet és kultúra: tanulmányok, esszék, recenziók ‒ Szerk. és a jegyz. kieg.: Orosz Gábor ‒ Hamvas Béla Kultúrakutató Intézet, Budapest, 1915. 21‒95. o. ‒ ISBN 978 615 5364 10 5.
- A vándor és a bujdosó. – Minerva Könyvtár 50 – Pécs: Egyetemi Könyvkiadó és Nyomda R. T. Pécs (1936)

 A vándor és a bujdosó. Budapest: Danubia Kiadó (1941) – (A hozzáférés ideje: 2012. június 11. 16:00). Hozzáférés ideje: 2012. június 11.
 A vándor és a bujdosó. Szeged: Universum Könyvkiadó és Könyvterjesztői KFT. (1991). ISBN 9633850371
 A vándor és a bujdosó. Budapest: – Kisebbség-kutatás könyvek – Lucidus Kiadó (2005). ISBN 9639465283
- Gedenkschrift für Akos Pauler. – Hg. Julius Kornis–Ludwig Prohaszka – Berlin–Leipzig: Walter de Gruyter (1936)
- Az oktatás elmélete. – Pedagógiai Szakkönyvek 2/a – Budapest: Országos Középiskola Tanáregyesület (1937) – (Hozzáférés: 2013. augusztus 9.). Hozzáférés ideje: 2013. augusztus 9.

 Az oktatás elmélete. – Magyar pedagógiai gondolkodás klasszikusai –  Budapest: Országos Pedagógiai Könyvtár és Múzeum (1996). ISBN 9637644431
 Az oktatás elmélete. – Szerk. Orosz Gábor (2011)
- Hagyomány–nevelés–jövő. Budapest: Egyetemi Nyomda (1941)
- A platonista Cicero. – Budapest: MTA (1942)

A platonista Cicero ‒ in. Prohászka Lajos: Történet és kultúra: tanulmányok, esszék, recenziók ‒ Szerk. és a jegyz. kieg.: Orosz Gábor ‒ Hamvas Béla Kultúrakutató Intézet, Budapest, 1915. 229‒283. o. ‒ ISBN 978 615 5364 10 5.
- A mai élet erkölcse. – Budapest: Királyi Egyetemi Nyomda (1944/1945)

 A mai élet erkölcse. – Szeged: Universum Kiadó (1991). ISBN 9633850533
 A mai élet erkölcse. – Szerk. Orosz Gábor (2013)
- Történet és kultúra. – Budapest: Egyetemi Nyomda (1946)

 Történet és kultúra. – in. Európai Műhely II. – Szerk. Hamvas Béla – Pannónia Könyvek – Pécs: Baranya Megyei Könyvtár (1990) 573–601. o. ISBN 9637272232
Történet és kultúra ‒ in. Prohászka Lajos: Történet és kultúra: tanulmányok, esszék, recenziók ‒ Szerk. és a jegyz. kieg.: Orosz Gábor ‒ Hamvas Béla Kultúrakutató Intézet, Budapest, 1915. 407‒428. o. ‒ ISBN 978 615 5364 10 5.
- A hellenisztikus kor nevelésének története, – Előadásai nyomán jegyezték tanítványai – Sokszorosított kiadvány (1947)

 A hellenisztikus kor nevelésének története. – in.  Az európai ókor neveléstörténete – Prohászka Lajos egyetemi előadásaiból I. – Szerk. Orosz Gábor – Debrecen: Kossuth Lajos Egyetemi Kiadó 127–185. o. (2003; 2004). ISBN 9634727980
- A tanterv elmélete, – Előadásai nyomán jegyezte ifj. Jesch László – Budapest – Sokszorosított kiadvány (1948)

 A tanterv elmélete. – A tantervelmélet forrásai 2.– Budapest: – Országos Pedagógiai Könyvtár és Múzeum (1983). ISBN 9636815453
- A római nevelés története, – Előadásai alapján összeállította ifj. Jesch László – Budapest – Sokszorosított kiadvány (1948)

 A római nevelés története. – in.  Az európai ókor neveléstörténete – Prohászka Lajos egyetemi előadásaiból I. – Szerk. Orosz Gábor – Debrecen: Kossuth Lajos Egyetemi Kiadó 187–250. o. (2003; 2004). ISBN 9634727980
- A nevelés története a középkorban, – Előadásai alapján összeállította ifj. Jesch László – Budapest – Sokszorosított kiadvány (1948; 1949)

 A nevelés története a középkorban. – in. Az európai középkor, reneszánsz és a 16. század neveléstörténete – Prohászka Lajos egyetemi előadásaiból II. – Szerk. Orosz Gábor – Debrecen: Kossuth Lajos Egyetemi Kiadó 7–105. o. (2004). ISBN 9634728618
- Iskola és történeti emlékezet – Egy 1947–48-ban született iskolai ankét. – Budapest: – Szerk: Golnhofer Erzsébet–Szabolcs Éva – Gondolat Kiadó (2009). ISBN 9789636930530
- Történet és kultúra: tanulmányok, esszék, recenziók ‒ Szerkesztette és a jegyzeteket kiegészítette: Orosz Gábor ‒ Hamvas Béla Kultúrakutató Intézet, Budapest, 1915. 693 o. ‒ ISBN 978 615 5364 10 5.

### Egyetemi előadásaiból, tanulmányaiból, beszédeiből
- (1923) „Pascal emlékezete”. – Magyar Paedagogia, 7/10 sz. 33–46. o.

in. A korszellem és a nevelői felelősség – a Magyar Paedagogiai Társaságban elhangzott beszédek. – szerk. és jegyzetekkel ellátta: Orosz Gábor – 3–14. o (2008)
 in.  A magyar esszé antológiája IV. – Esszék a kultúráról – Osiris klasszikusok – vál., és szerk. Domokos Mátyás – társszerk. Takáts József. – Osiris Kiadó, Budapest, 2007, 467–479. o. ISBN 963389851X
in. Történet és kultúra: tanulmányok, esszék, recenziók ‒ Szerk. és a jegyz. kieg.: Orosz Gábor ‒ Hamvas Béla Kultúrakutató Intézet, Budapest, 1915. 431‒446. o. ‒ ISBN 978 615 5364 10 5.
- (1926) „Az élet, mint tett és mű”. – Athenaeum, 4/6 sz. 150–163. o.
- (1927) „Zur Theorie des Gegenstandes”. – Aus den Forschungsarbeiten der Mitglieder des Ungarischen  Instituts und des Collegium Hungaricum in Berlin. Dem Andenken Robert Graggers gewidmet. Herausgegeben vom Bund der ehemaligen Instituts- und Kollegiumsmitglieder, 13–23. o.

A tárgy elméletéhez ‒ Fordította: Hornyák Géza ‒ in. Történet és kultúra: tanulmányok, esszék, recenziók ‒ Szerk. és a jegyz. kieg.: Orosz Gábor ‒ Hamvas Béla Kultúrakutató Intézet, Budapest, 1915. 573‒581. o. ‒ ISBN 978 615 5364 10 5.
- (1928) „A központi címjegyzék katalogizálási szabályai – Országos Katalogizációs és Bibliográfiai Központ”.
- (1929) „A pedagógia mint kultúrfilozófia”. – Magyar Paedagogia, 1/2 sz. 23–42. o; 3/6 sz. 109–124. o.

A pedagógia mint kultúrfilozófia – Magyar Paedagogia, 1929. 1/2 sz. 23–42. o; 3/6 sz. 109–124. o. – Hozzáférés: 2013. augusztus 9.
A pedagógia mint kultúrfilozófia – in.  A korszellem és a nevelői felelősség – a Magyar Paedagogiai Társaságban elhangzott beszédek. – szerk.: Orosz Gábor – 15–43. o (2008)
A pedagógia mint kultúrfilozófia ‒ in. Történet és kultúra: tanulmányok, esszék, recenziók ‒ Szerk. és a jegyz. kieg.: Orosz Gábor ‒ Hamvas Béla Kultúrakutató Intézet, Budapest, 1915. 164‒207. o. ‒ ISBN 978 615 5364 10 5.
- (1930) „Fináczy Ernő mint tanár”. – Magyar Paedagogia, 3/4 sz. 89–93. o – Fináczy Ernő Emlékszám.
- (1930) „A lélek és az abszolútum: metafizikai alapelvek egy kultúrfilozófiához”. –  Athenaeum, 3/6 sz. 113–131. o.

in. Történet és kultúra: tanulmányok, esszék, recenziók ‒ Szerk. és a jegyz. kieg.: Orosz Gábor ‒ Hamvas Béla Kultúrakutató Intézet, Budapest, 1915. 7‒20. o. ‒ ISBN 978 615 5364 10 5.
- (1931) „Hegel halálának 100. évfordulójára”. – Magyar Paedagogia, 9/10 sz. 193–202. o.

in. Történet és kultúra: tanulmányok, esszék, recenziók ‒ Szerk. és a jegyz. kieg.: Orosz Gábor ‒ Hamvas Béla Kultúrakutató Intézet, Budapest, 1915. 447‒458. o. ‒ ISBN 978 615 5364 10 5.
- (1933) „Pauler Ákos tragikus életérzése”. – Athenaeum, 6. sz. 346–360. o – Pauler Ákos Emlékszám.

in. Történet és kultúra: tanulmányok, esszék, recenziók ‒ Szerk. és a jegyz. kieg.: Orosz Gábor ‒ Hamvas Béla Kultúrakutató Intézet, Budapest, 1915. 482‒495. o. ‒ ISBN 978 615 5364 10 5.
- (1935) „Fináczy Ernő”. – Magyar Peadagogia, 1/3 sz. 1–6. o.

in. Fináczy Ernő. Neveléselméletek a XIX. században. – Kísérő írás – 174–178. o.
in. Történet és kultúra: tanulmányok, esszék, recenziók ‒ Szerk. és a jegyz. kieg.: Orosz Gábor ‒ Hamvas Béla Kultúrakutató Intézet, Budapest, 1915. 496‒502. o. ‒ ISBN 978 615 5364 10 5.
- (1935) „Népiség és műveltség”. – Magyar Peadagogia, 7–8 sz. 131–140. o.
- (1938) „Az erkölcs”. – in. A mai világ képe – I. Szellemi élet – Magyar Királyi Egyetemi Nyomda, Budapest, 221–326. o.
- (1939) „Variáció a kalokagathiáról”. – Sziget – III. 69–99. o.

in. Történet és kultúra: tanulmányok, esszék, recenziók ‒ Szerk. és a jegyz. kieg.: Orosz Gábor ‒ Hamvas Béla Kultúrakutató Intézet, Budapest, 1915. 211‒229. o. ‒ ISBN 978 615 5364 10 5.
- (1940) „Nevelés és hagyomány”. – Magyar Paedagogia, 2 sz. 97-119. o.

in. A korszellem és a nevelői felelősség – a Magyar Paedagogiai Társaságban elhangzott beszédek. – szerk. és jegyzetekkel ellátta: Orosz Gábor – 44–60. o (2008)
- (1940) „Nevelés és jövő”. – Magyar Paedagogia, 4/5 sz. 321–337. o.

in. A korszellem és a nevelői felelősség – a Magyar Paedagogiai Társaságban elhangzott beszédek. – szerk. és jegyzetekkel ellátta: Orosz Gábor – 61–73. o (2008)
- (1941) „Az apró munka a nevelésben”. – Magyar Paedagogia, 3/4 sz. 144–159. o.

in. A korszellem és a nevelői felelősség – a Magyar Paedagogiai Társaságban elhangzott beszédek. – szerk. és jegyzetekkel ellátta: Orosz Gábor – 74–85. o (2008)
- (1941) „Széchenyi István születésének másfél százados évfordulójára”. – Magyar Paedagogia, 3/4 sz. 282–283.  o.

in. A korszellem és a nevelői felelősség – a Magyar Paedagogiai Társaságban elhangzott beszédek. – szerk. és jegyzetekkel ellátta: Orosz Gábor – 86–87. o (2008)
in. Történet és kultúra: tanulmányok, esszék, recenziók ‒ Szerk. és a jegyz. kieg.: Orosz Gábor ‒ Hamvas Béla Kultúrakutató Intézet, Budapest, 1915. 503‒505. o. ‒ ISBN 978 615 5364 10 5.
- (1943) „A korszellem és a nevelői felelősség”. – Magyar Paedagogia, 4/5 sz. 193-207. o.

in. A korszellem és a nevelői felelősség – a Magyar Paedagogiai Társaságban elhangzott beszédek. – szerk. és jegyzetekkel ellátta: Orosz Gábor – 88–98. o (2008)
- (1946) „Nemzedékek és eszmények a nevelésben”. – in. Emlékkönyv Gyulai Ágost jubileumára kéziratos esszégyűjtemény 1946-ból – Eötvös József Könyvkiadó, Budapest, 1999, 26–31. o.
- (1944/1946) „Demokrácia és humanizmus”. – Magyar Paedagogia, 1/2 sz. 1-10. o.

in.  A korszellem és a nevelői felelősség – a Magyar Paedagogiai Társaságban elhangzott beszédek. – szerk. és jegyzetekkel ellátta: Orosz Gábor – 99–109. o (2008)
in. Történet és kultúra: tanulmányok, esszék, recenziók ‒ Szerk. és a jegyz. kieg.: Orosz Gábor ‒ Hamvas Béla Kultúrakutató Intézet, Budapest, 1915. 295‒309. o. ‒ ISBN 978 615 5364 10 5.
- (1947) „Shaftesbury – A self-control eszthetikája”. – Pantheon, 1. sz. 35–72. o.

in. Történet és kultúra: tanulmányok, esszék, recenziók ‒ Szerk. és a jegyz. kieg.: Orosz Gábor ‒ Hamvas Béla Kultúrakutató Intézet, Budapest, 1915. 310‒352. o. ‒ ISBN 978 615 5364 10 5.
- (1947) „Schneller István”. – Köznevelés, 15. sz. 321. o.

in. Történet és kultúra: tanulmányok, esszék, recenziók ‒ Szerk. és a jegyz. kieg.: Orosz Gábor ‒ Hamvas Béla Kultúrakutató Intézet, Budapest, 1915. 310‒352. o. ‒ ISBN 978 615 5364 10 5.
- (1947) „A filozófia olvasásáról”. – Köznevelés, 22. sz. 492–495. o.

 in.  A magyar esszé antológiája IV. – Esszék a kultúráról – Osiris klasszikusok – vál., és szerk. Domokos Mátyás – társszerk. Takáts József. – Osiris Kiadó, Budapest, 2007, 370–378. o. ISBN 963389851X
in. Történet és kultúra: tanulmányok, esszék, recenziók ‒ Szerk. és a jegyz. kieg.: Orosz Gábor ‒ Hamvas Béla Kultúrakutató Intézet, Budapest, 1915. 508‒518. o. ‒ ISBN 978 615 5364 10 5.
- (1947) „A szenvedés problémája és a nevelés”. –  kézirat.

in. A korszellem és a nevelői felelősség – a Magyar Paedagogiai Társaságban elhangzott beszédek. – szerk. és jegyzetekkel ellátta: Orosz Gábor – 109–122. o (2008)
in. Történet és kultúra: tanulmányok, esszék, recenziók ‒ Szerk. és a jegyz. kieg.: Orosz Gábor ‒ Hamvas Béla Kultúrakutató Intézet, Budapest, 1915. 384‒404. o. ‒ ISBN 978 615 5364 10 5.
- (1948) „Kultúra és műveltség”. – Köznevelés évkönyve – Egyetemi Nyomda, Budapest, 59–68. o.

in. Történet és kultúra: tanulmányok, esszék, recenziók ‒ Szerk. és a jegyz. kieg.: Orosz Gábor ‒ Hamvas Béla Kultúrakutató Intézet, Budapest, 1915. 284‒294. o. ‒ ISBN 978 615 5364 10 5.
- (1963) „Humanizmus és forradalom. Töredék a szofisztika történetéből”. – Magyar Pedagógia, 4. sz. 405–424. o.

in. Történet és kultúra: tanulmányok, esszék, recenziók ‒ Szerk. és a jegyz. kieg.: Orosz Gábor ‒ Hamvas Béla Kultúrakutató Intézet, Budapest, 1915. 353‒383. o. ‒ ISBN 978 615 5364 10 5.
- (1997) „A modern ember”. – Századvég, őszi sz. 66–83. o.

in. Történet és kultúra: tanulmányok, esszék, recenziók ‒ Szerk. és a jegyz. kieg.: Orosz Gábor ‒ Hamvas Béla Kultúrakutató Intézet, Budapest, 1915. 96‒120. o. ‒ ISBN 978 615 5364 10 5.
- (1997) „A jelenkor szelleme”. – Századvég, őszi sz. 84–92. o.
- (2003) „A zene egzisztenciális jellege és paradoxonjai”. – Muzsika, 3. sz. 12–16. o.
- (2006) „Johann Heinrich Pestalozzi”. – egyetemi pedagógia–neveléstörténeti előadás – kéziratokból szerk. és jegyzetekkel ellátta: Orosz Gábor

### Szerkesztői munkái
- Fináczy Ernő. Didaktika, – Fináczy Ernő egyetemi előadásai – sajtó alá rendezték Balassa Brúnó, Nagy J. Béla, Prohászka Lajos, – Budapest: Studium (1935)

Fináczy Ernő. Didaktika, – A magyar pedagógiai gondolkodás klasszikusai 2, – Budapest: Országos Pedagógiai Könyvtár és Múzeum (1994). ISBN 963764427X
- Fináczy Ernő. Elméleti pedagógia, – Fináczy Ernő egyetemi előadásai kéziratából sajtó alá rendezték tanítványai Nagy J. Béla, Prohászka Lajos, – Budapest: Királyi Magyar Egyetemi Nyomda (1937)

Fináczy Ernő. Elméleti pedagógia, – A magyar pedagógiai gondolkodás klasszikusai 5, – Budapest: Országos Pedagógiai Könyvtár és Múzeum (1995). ISBN 9637644415